# Chris Merritt

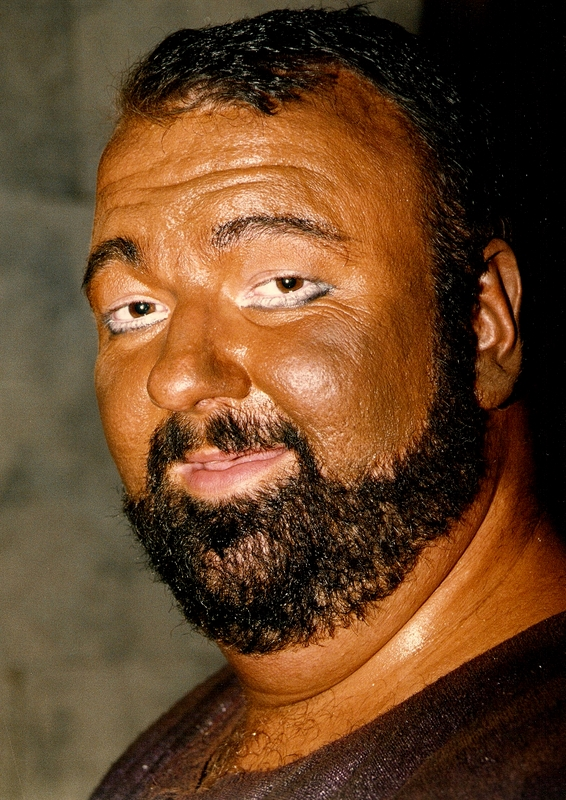
Chris Merritt als Otello in Rossinis Otello (Rossini Festival Pesaro 1986)

Chris Merritt (* 27. September 1952 in Oklahoma City, Oklahoma, USA) ist ein US-amerikanischer Opernsänger (Tenor).

## Leben
Chris Merritt studierte Klavier, Gesang, Tanz und Schauspiel an der Universität von Oklahoma City, an welcher er auch seinen ersten Bühnenauftritt als Hoffmann in Les Contes d'Hoffmann absolvierte. Sein offizielles Operndebüt folgte dann 1975 am Opernhaus von Santa Fe als Fenton im Falstaff, nachdem er dort seine Ausbildung fortgesetzt hatte.
Von 1978 bis 1981 war er am Salzburger Landestheater engagiert und von 1981 bis 1984 am Augsburger Stadttheater. Anschließend arbeitete er nurmehr freischaffend.
Da der Sänger über eine phänomenale Höhe (sein Stimmumfang reichte bis zum hohen Es) und eine profunde Gesangstechnik verfügte, spezialisierte er sich schließlich auf die Partien des Belcantorepertoires, besonders in die schwierigen Tenorrollen in den Opera-seria-Werken von Gioacchino Rossini. In diesem Repertoire feierte er von den frühen 1980er-Jahren an mehr als ein Jahrzehnt weltweit an fast allen führenden Opernhäusern Triumphe. Besonders in Italien wurde der Sänger sehr geschätzt. Beim renommierten Rossini Opera Festival in Rossinis Geburtsstadt Pesaro trat er jahrelang mit großem Erfolg als Partner so prominenter Sängerinnen wie Marilyn Horne, Montserrat Caballé oder June Anderson auf. An der Mailänder Scala sang er unter Leitung von Riccardo Muti in zwei Saisoneröffnungspremieren, die Partien des Arnoldo in Guglielmo Tell (Rossini) und Arrigo in I vespri siciliani (Verdi). Auch in der Scala-Premiere von La donna del lago (Rossini) hatte er einen großen Erfolg als Rodrigo di Dhu – wieder unter Riccardo Muti – zu verzeichnen.

## Repertoirewechsel
Mitte der 1990er Jahre begann er einen Fachwechsel und sang bis heute fast ausschließlich Repertoire des 20. Jahrhunderts. Vor allem sein Aron in Arnold Schönbergs Moses und Aron und sein Mephistopheles in Ferruccio Busonis Doktor Faust wurden von der Kritik höchst gelobt.

## Bedeutung: neuer Tenortypus kreiert
Chris Merritt hat zusammen mit seinen Tenorkollegen Rockwell Blake und William Matteuzzi, den neuen Typus des Rossini-Tenors kreiert und somit die Grundlage geschaffen, dass besonders die Opern Rossinis – nach über hundert Jahren – wieder so aufgeführt werden können, wie der Komponist dies (mit all den sängerischen Anforderungen) für seine Tenorpartien vorgesehen hat. Zum Unterschied von den beiden vorgenannten, konnte Chris Merritt aber auch das „heldische“ Rossinifach neu beleben. Er war der Tenor, der die meisten Vorstellungen der „stimmmordenden“ Partie des Arnoldo im 20. Jahrhundert gesungen hat (63!). Eine nachfolgende Sängergeneration, deren hervorragendste Vertreter Juan Diego Flórez und Bruce Ford sind, zeigt, dass diese Entwicklung weitergeht.

## Diskografie
- The Heroic Belcanto Tenor
- Dal Vivo in Concero
- Guglielmo Tell (Arnoldo) als CD und DVD
- La donna del lago (Rodrigo) als CD und DVD
- L’elisir d’amore (Nemorino)
- Ermione (Orestes)
- Ivan Sussanin (Sobinin)
- I vespri siciliani (Arrigo) als CD und DVD
- Moses und Aron (Aaron)
- Ermione (Pirro)
- Bianca e Falliero (Contareno)
- Wozzeck (Hauptmann)
- Saint Francois d’Assise (Le Lepreux)
- La Juive (Leopold)
- Rossini Bicentennial Birthday Gala at Avery Fisher Hall
- Stabat Mater
- Zelmira (Antenore)